# AT&T
AT&T Inc. (abbreviazione di American Telephone and Telegraph Incorporated) è una società telefonica statunitense con sede a Dallas, Texas. Ha la sede principale negli Stati Uniti, gli uffici principali sono nel Regno Unito (Londra) da cui viene gestita la parte europea e in Italia (sede principale a Torino; filiali a Roma e Milano). La sua rete di telecomunicazione copre 127 nazioni nel mondo. Oggi fornisce servizi vocali, video e trasferimento dati via Internet a privati, aziende e agenzie governative.

## Storia

### Le origini

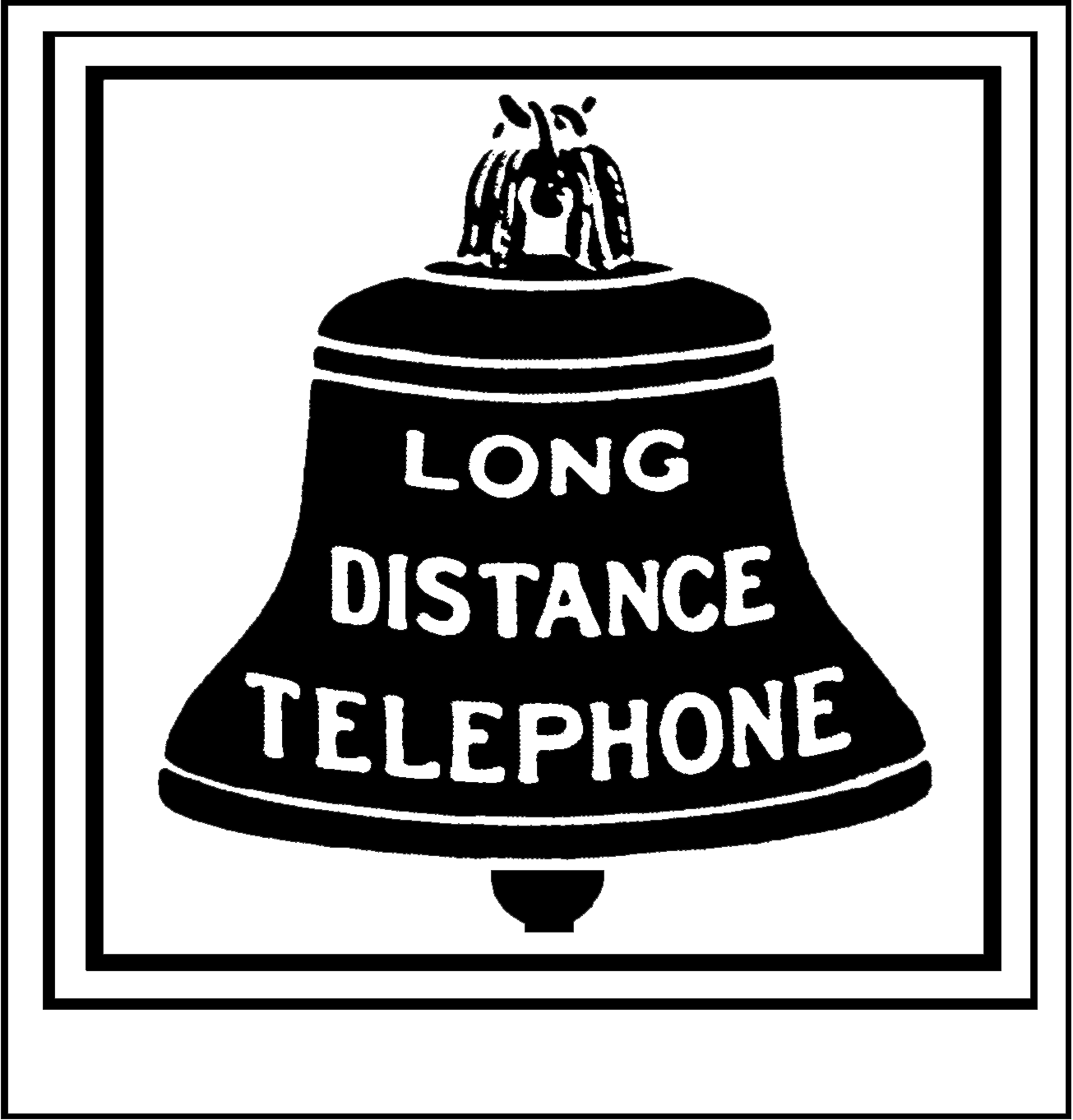
Il marchio del "Bell System", chiamato "Blue Bell", usato fra il 1889 e il 1916.

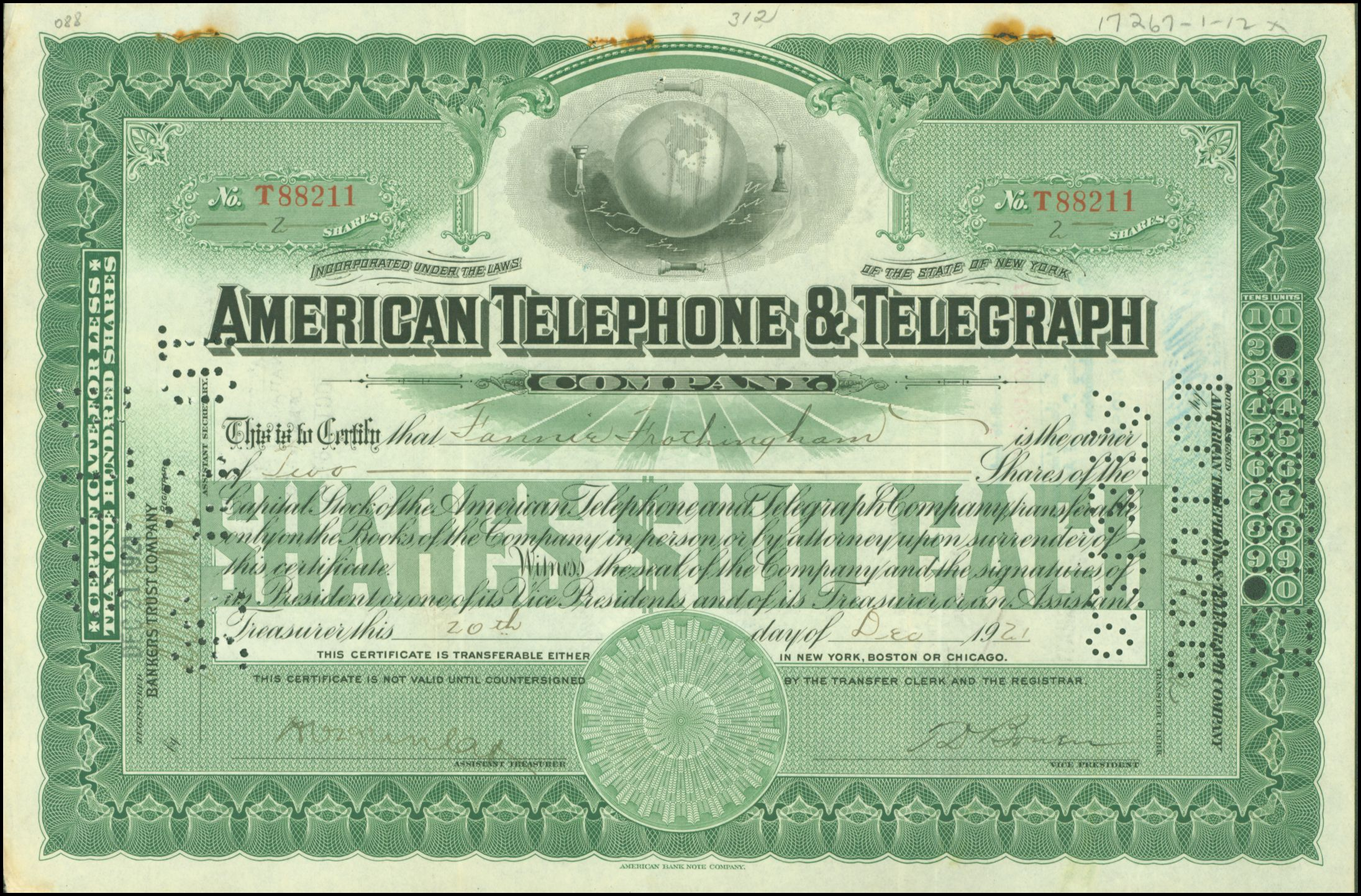
Azione della American Telephone & Telegraph Company, emessa nel 1921

Le origini della AT&T risalgono alla Bell Telephone Company, la compagnia telefonica americana fondata nel 1877. Nel 1880 i dirigenti della American Bell idearono quella che sarebbe diventata la AT&T Long Lines. Si trattava del primo progetto del suo genere per la realizzazione di una rete telefonica nazionale con collegamenti a lunga distanza fra le diverse città. Per realizzare il progetto venne costituita una società apposita con sede a New York, la American Telephone and Telegraph Company, nel 1885. La rete telefonica si diffuse a partire da New York e raggiunse Chicago nel 1892.
Il 30 dicembre 1899 i beni della American Bell vennero trasferiti alla American Telephone and Telegraph Company. L'operazione era dovuta al fatto che nello stato del Massachusetts, dove aveva sede la Bell, il diritto societario era molto restrittivo e il capitale delle società per azioni non poteva superare i dieci milioni di dollari: questo, evidentemente, impediva l'ulteriore sviluppo dell'impresa. In seguito all'operazione la AT&T divenne la controllante di tutte le società del gruppo Bell e della stessa American Bell. Il servizio a lunga distanza raggiunse San Francisco nel 1915, realizzando il primo collegamento telefonico da una costa all'altra del continente.

### Il monopolio
Per buona parte del Novecento la AT&T mantenne un quasi monopolio sul servizio telefonico negli Stati Uniti ed in Canada attraverso una rete di filiali locali che costituivano il cosiddetto "Bell System". A quest'epoca la AT&T era soprannominata "Ma Bell". Nel 1907 assunse la presidenza della società Theodore Newton Vail. Sotto la sua presidenza la AT&T cominciò a comprare molte piccole compagnie telefoniche, fra cui la Western Union. Queste operazioni attirarono l'attenzione dei commissari antitrust. Al fine di evitare azioni legali governative la AT&T ed il governo federale trovarono un accordo, chiamato Kingsbury Commitment, in base al quale la AT&T poteva continuare ad operare in regime di monopolio.
Secondo questo compromesso la AT&T poteva acquisire piccole società telefoniche locali a patto di cederne altrettante. Di fatto, la Bell e le compagnie indipendenti si scambiarono le piccole società locali in modo che ognuna avesse il monopolio assoluto su di un'area. In questo modo venne eliminata la concorrenza sui prezzi. I collegamenti a lunga distanza, ovvero fra le aree delle diverse compagnie, rimanevano quelli gestiti dalla AT&T, che perciò manteneva un controllo sull'intera nazione. Benché l'impresa fosse periodicamente sottoposta a controlli, questo stato di cose durò fino al 1984.
A causa delle polemiche circa il monopolio e degli interventi governativi in materia, il presidente della società Walter Sherman Gifford cedette quasi tutte le partecipazioni all'estero nel 1925, ad eccezione della Bell Telephone Company of Canada e della Northern Electric. Le filiali europee vennero cedute alla International Telephone & Telegraph Company di Cuba e questo rappresentò l'inizio dell'affermazione internazionale di questa società.

### Bell Laboratories
Nel 1925 la Western Electric Research Laboratorier, un dipartimento di ricerca della AT&T viene separato per formare la Bell Telephone Laboratories, Inc. Il primo presidente del laboratorio fu Franck B. Jewett che rimase in carica fino al 1940. La proprietà della società era divisa tra la AT&T e la Western Electric. I laboratori in quel periodo sviluppavano principalmente apparecchiature e strutture per la Western Electric, i prodotti venivano realizzati dalle compagnie operative del gruppo Bell.
Il laboratorio svolse anche alcuni lavori di consulenza per il governo Statunitense, tra i quali il progetto Nike, come anche alcune ricerche di base che suscitarono molto interesse: il transistor, i MOSFET, i CCD, il linguaggio C e C++, il sistema operativo Unix, WaveLAN la prima rete wireless e molto altro. Diversi ricercatori dei Bell Laboratories hanno vinto il premio Nobel per le scoperte effettuate nei laboratori. La sede principale era a New York.

### Lo smembramento
Pacific Telesis
     US West
     Ameritech
     Southwestern Bell Corporation
     BellSouth
     Bell Atlantic
     NYNEX
     Southern New England Telephone
     Cincinnati Bell

Situazione delle telecomunicazioni negli Stati Uniti immediatamente dopo lo scioglimento del Bell System nel 1984
Pacific Telesis
US West
Ameritech
Southwestern Bell Corporation
BellSouth
Bell Atlantic
NYNEX
Southern New England Telephone
Cincinnati Bell

Nel 1974 il Dipartimento della Giustizia degli U.S.A. aprì il giudizio United States v. AT&T, fondato sul sospetto che la AT&T utilizzasse i profitti del monopolio della Western Electric per finanziare i costi della rete telefonica, pratica proibita dalla legge antitrust. Nel 1982 fu raggiunto un patteggiamento che portò allo smembramento del Bell System, a partire dal 1º gennaio 1984, in sette compagnie telefoniche regionali, dette le "Baby Bells", che accorpavano le precedenti compagnie locali:
- Ameritech in Illinois, Indiana, Michigan, Ohio e Wisconsin;
- Bell Atlantic in New Jersey, Pennsylvania, D.C., Maryland, Virginia, West Virginia, Delaware;
- BellSouth nelle Caroline, in Georgia, Florida, Alabama, Mississippi, Louisiana, Tennessee e Kentucky;
- NYNEX nello stato di New York e nel New England;
- Pacific Telesis in California e Nevada;
- Southwestern Bell in Texas, Oklahoma, Kansas, Missouri ed Arkansas;
- US West nei restanti stati continentali.

Negli anni successivi le sette compagnie regionali si riorganizzarono in tre gruppi. La Southwestern Bell (SBC) acquisì la Pacific Telesis nel 1997 e la Ameritech nel 1999; nel 2005 assorbì la ex casa madre AT&T Corporation e prese l'attuale nome di AT&T Inc.; nel 2006 prese il controllo anche della BellSouth. La Bell Atlantic nel 1996 acquisì la NYNEX; nel 2000 inglobò anche la GTE ed assunse il nome di Verizon Communications. La US West, infine, venne comprata nel 2000 dalla Qwest, che a sua volta fu acquisita nel 2011 dalla CenturyLink. Nel 1991 la casa madre AT&T acquisì la NCR Corporation.
Nel 1995 la società annunciò che si sarebbe scorporata in tre imprese distinte: una di produzione e ricerca, una di informatica ed una di servizi telefonici a lunga distanza. NCR, Bell Labs ed AT&T Technologies avrebbero dovuto separarsi entro il 1997. In preparazione della separazione, la AT&T Technologies venne ribattezzata Lucent Technologies. Questa impresa è diventata completamente autonoma dalla AT&T nel 1996. Da allora la funzione di ricerca e sviluppo di AT&T è svolta da AT&T Labs, che conta circa 3500 scienziati (per lo più negli USA) dediti alla ricerca e sviluppo di nuove tecnologie nel settore delle telecomunicazioni.

### Anni 2000
Nel 2004 AT&T ha venduto la sua divisione di rete cellulare (AT&T Wireless) a Cingular Wireless LLC. Nel 2005 è stata acquistata dalla SBC (Southwestern Bell Corporation fino al 1995) per 16 miliardi di dollari, la quale ha poi cambiato nome in AT&T Inc. AT&T controlla parte del capitale di Cingular. Il 5 marzo 2006 AT&T ha ufficializzato la riacquisizione di BellSouth per 86 miliardi di dollari. Risultato dell'acquisizione è che Cingular, joint venture tra le due società, nel dicembre dello stesso anno è passata completamente sotto il controllo della nuova AT&T. Cingular ha di conseguenza cambiato nome nel 2007 in AT&T Mobility. Il 3 dicembre 2007 la AT&T è uscita dal mercato della telefonia pubblica a pagamento, visto il giro d'affari della telefonia mobile.
Il 13 giugno 2018 AT&T si unisce a Time Warner, al termine di un processo antitrust vinto contro l'amministrazione Trump che tentò di bloccare la fusione multimiliardaria (valse 85 miliardi di dollari). Nel settembre 2019 il fondo Elliott Management pubblica una lettera in cui annuncia di avere acquisito l'1,2% del capitale (ma è disposto anche ad aumentare la partecipazione) con un investimento di 3,2 miliardi di dollari e chiede una riorganizzazione della società con la cessione di alcune proprietà in modo da ridurre il forte indebitamento causato dalle acquisizioni e far salire il titolo del 65%.
Un'intesa viene raggiunta quasi due mesi più tardi, ai primi di novembre: la guida della società resta sino al 2020 nelle mani di Stephenson dopodiché i ruoli di presidente e amministratore delegato saranno divisi. Viene varato un nuovo piano triennale che prevede una serie di dismissioni, nell'ordine dei 5-10 miliardi di dollari, già a partire dal 2020 cercando la riduzione dell'indebitamento che a metà 2019 era attorno ai 153 miliardi.
Il 26 aprile 2023 fu effettuata la prima chiamata satellitare bidirezionale da un normale cellulare non modificato (un Samsung Galaxy S22 Ultra), in collaborazione con la società AST SpaceMobile che gestiva il satellite BlueWalker 3. La chiamata collegò un cellulare del Texas a uno situato in Giappone.

## Sponsorizzazioni
È stata main sponsor del team Williams F1 dal dalla 2007 al 2011, cogliendo come miglior risultato il quarto posto nei costruttori nella stagione 2007.